# Champis (soda)
Pour l’article homonyme, voir Champis.
Le Champis est un soda suédois inventé par Robert Roberts en 1910 à Örebro. 
Commercialisé au début sous le nom de Champagneläskedryck, ce qui signifie « soda à l'arôme Champagne », il se vend sous le nom de Champis depuis 1918. 
Il est à l'origine distribué par la société fondé par Robert Roberts et son fils, Harry Roberts; AB Roberts (en).
Sa recette est toujours secrète – il n'y a que le petit-fils de l'inventeur, Göran Roberts, qui la connaisse. Ce soda garde sa popularité chez les Suédois. Il est commercialisé par Spendrups[réf. souhaitée].
L'un de ses principaux concurrents est le soda Pommac.